# Top Girls Fassa Bortolo
Top Girls Fassa Bortolo (UCI-kode: TOG 2005-2016 og TOP fra 2017-) er et professionelt cykelhold for kvinder, der er baseret i Italien, der deltager i elite landevejscykelløb som f.eks. UCI Women's Road World Cup.

## Holdet

### 2018
| Trup 2018                          | Trup 2018          | Trup 2018                | Trup 2018 |
| Rytter                             | Fødselsdag         | Seneste hold             |           |
| ---------------------------------- | ------------------ | ------------------------ | --------- |
| Vania Canvelli                     | 21. oktober 1997   | Giusfredi-Bianchi (2017) |           |
| Francesca Cauz                     | 24. september 1992 | Giusfredi-Bianchi (2017) |           |
| Elena Leonardi                     | 7. december 1995   |                          |           |
| Sara Mariotto (1. jan.–15. jun.)   | 7. juni 1997       |                          |           |
| Chiara Perini                      | 9. december 1997   | Giusfredi-Bianchi (2017) |           |
| Maja Perinovic (28. mar.–31. dec.) | 24. september 1999 |                          |           |
| Francesca Pisciali                 | 19. maj 1998       | Servetto Giusta (2017)   |           |
| Nadia Quagliotto                   | 22. marts 1997     |                          |           |
| Beatrice Rossato                   | 6. november 1996   | Alé Cipollini (2016)     |           |
| Laura Tomasi                       | 1. juli 1999       |                          |           |
|                                    |                    |                          |           |
| Kilde: UCI                         |                    |                          |           |